# محلل المخطط
في علوم الكمبيوتر، يعد محلل المخطط نوعاً من المحللات اللغوية المناسب للقواعد الغامضة (بما في ذلك قواعد اللغات الطبيعية ) وهو يستخدم نهج البرمجة الديناميكية - حيث يتم تخزين النتائج الافتراضية المفترضة في بنية تسمى المخطط ويمكن إعادة استخدامها. هذا يلغي الحاجة لاستخدام خوارزمية الرجوع في الطريق. 
وينسب تحليل المخطط إلى مارتن كاي . 

## أنواع محلل المخطط
تتمثل الطريقة الشائعة في استخدام نوعاً من خوارزمية فايتربي (Viterbi) . ويعد محلل ايرلي نوعاً من المحللات اللغوية القائمة على المخطط ويستخدم بشكل أساسي للتحليل في اللغويات الحاسوبية، وهو مسمى باسم مخترعه. أما خوارزمية تحليل المخطط الأخرى فهي خوارزمية CYK. 
يمكن أيضًا استخدام محلل المخطط لتحليل لغات البرمجة بالإضافة إلى مبادئ القواعد النحوية الخالية من السياق، غير أن ضعف كفاءتها أدت إلى الحد من استخدامها في لغات البرمجة. 
في تحليل المخطط ثنائي الاتجاه، يتم وضع علامة على حواف المخطط مع إشارة إلى الاتجاه، إما للأمام أو للخلف، ويتم فرض القواعد على الاتجاه الذي يجب أن تشير إليه الحواف حتى يتم دمجها في حواف أخرى.  
يتم تمييز محللات المخطط على أنها تقعل بين انماط التحليل من الأعلى إلى الأسفل ونمط التحليل من الأسفل إلى الأعلى. 